# Nahverkehr in Oberhausen
Der Nahverkehr in Oberhausen wird primär durch Bus- und Straßenbahnlinien der STOAG erbracht. Allerdings verkehren in der Stadt auch Linien der benachbarten Verkehrsunternehmen Ruhrbahn, Vestische Straßenbahnen, DVG und NIAG. Insgesamt verkehren in Oberhausen mehr städteübergreifende Linien als rein innerstädtische, wobei die städteübergreifenden Linien in Gemeinschaftsverkehr mit der STOAG betrieben werden. Zentraler Umsteigeknoten für den straßengebundenen ÖPNV in Oberhausen ist der Bahnhof Oberhausen-Sterkrade, der von den allermeisten Bus- und Straßenbahnlinien bedient wird. Der zweitgrößte Nahverkehrsknotenpunkt ist der Hauptbahnhof, wo sich alle Nahverkehrszüge um Oberhausen herum kreuzen. Mit Ausnahme der Buslinien 26, 124, 128, 185, 905/906, 907, 918 und 953 bedient jede Buslinie, die auf Oberhausener Stadtgebiet verkehrt, den Sterkrader Bahnhof und/oder den Hauptbahnhof.

## Innerstädtischer Verkehr

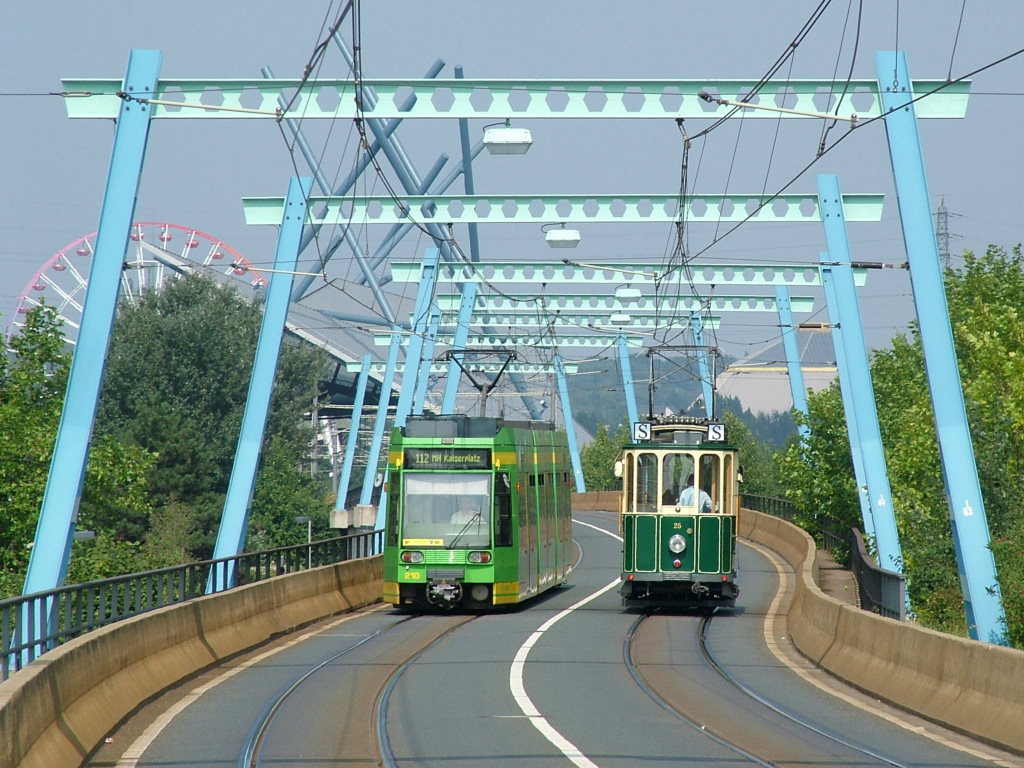
Geschichte und Gegenwart in Oberhausen: Treffen der Straßenbahn-Generationen auf der neuen ÖPNV-Trasse

### ÖPNV-Trasse Oberhausen
Als innovatives Herzstück des Oberhausener Nahverkehrs kann die ÖPNV-Trasse Oberhausen angesehen werden. Diese verbindet auf einer etwa 7 km langen Strecke den Sterkrader Bahnhof, das CentrO und den Hauptbahnhof und wurde auf einer ehemaligen Güterbahnstrecke der HOAG trassiert. Bei der ÖPNV-Trasse handelt es sich um eine komplett vom Individualverkehr getrennte Bus- und Straßenbahntrasse, welche bis 2004 in Sterkrade am Bahnhof und seit 2004 in Sterkrade am Neumarkt beginnt und am Oberhausener Hauptbahnhof endet. Damit entspricht sie einem BRT-System. Sie besitzt weitere Zufahrten am OLGA-Park und am Bismarckviertel. Die Reisezeit von Sterkrade Bahnhof zum Hauptbahnhof beträgt mit Bus und Bahn 11 Minuten.
Darüber hinaus sollte sie um etwa eine etwa 3,3 km lange Neubaustrecke zur Stadtgrenze zu Essen-Frintrop erweitert werden, welche zwischen Gasometer und Bundesstraße 231 durch die östliche Neue Mitte Oberhausen (Marina Oberhausen/Sea Life Oberhausen, Metronom Theater und Stahlwerksgelände) wie die Stammstrecke als aufgeständerte gemischte Bus- und Straßenbahntrasse verläuft. Das Ziel dieser Planungen ist die Verlängerung der dort endenden Straßenbahnlinie 105 der Straßenbahn Essen.

### Straßenbahn
| Linie | Verlauf | Takt (Mo–Fr) |
| ----- | --- | ------------ |
| 112   | OB-Sterkrade, Neumarkt – OB-Sterkrade Bf – OLGA-Park – Neue Mitte Oberhausen – Oberhausen Hbf – Landwehr – Mülheim-Styrum – Mülheim-West – Friedrich-Ebert-Straße – Mülheim Stadtmitte – Mülheim Kaiserplatz – Oppspring – Hauptfriedhof Linie verkehrt zwischen Sterkrade und Oberhausen Hauptbahnhof über die ÖPNV-Trasse Oberhausen. | 20 min       |

Derzeit verkehrt in Oberhausen nur eine Straßenbahnlinie, die Linie 112. Sie beginnt in Oberhausen-Sterkrade und führt über die ÖPNV-Trasse Oberhausen zum Oberhausener Hauptbahnhof und dann über die Mülheimer Straße (B223) ins benachbarte Mülheim an der Ruhr, wo sie den Stadtteil Styrum und das Stadtzentrum durchquert und am Hauptfriedhof endet. Auf ganzer Länge verkehrt sie im 15-Minuten-Takt. Nachts heißt die Linie 112 NE 12, verkehrt aber als solche in Mülheim nicht bis zum Hauptfriedhof, sondern endet bereits in der Innenstadt am Kaiserplatz. Die Linie NE12 verkehrt wie alle anderen NE-Linien auch im 60-Minuten-Takt. Die Straßenbahnlinie wird zwar als Gemeinschaftslinie zwischen STOAG und MVG gefahren, jedoch werden die Fahrzeuge komplett in Mülheim gewartet, da Oberhausen keinen eigenen Straßenbahnbetriebshof besitzt.

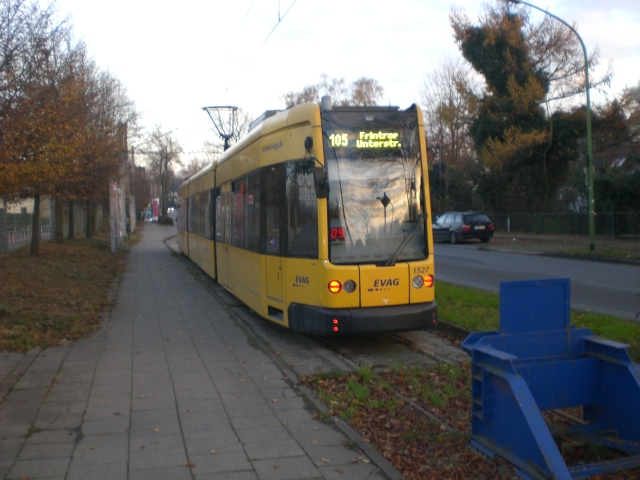
Essener Straßenbahnlinie 105 an der Endstelle Unterstraße unmittelbar an der Stadtgrenze zwischen Oberhausen und Essen-Frintrop

Die ÖPNV-Trasse Oberhausen wird am CentrO von der Bundesstraße 231 gekreuzt, welche nach einer Strecke von etwa 2 km die Stadtgrenze zu Essen-Frintrop erreicht, wo Oberhausens zweite potentielle Straßenbahnlinie endet, nämlich die derzeit komplett auf Essener Stadtgebiet verkehrende Straßenbahnlinie 105 der Straßenbahn Essen. Eigentlich sollte die in den Jahren 2015–2018 durch eine 3,3 km lange Neubaustrecke von der Stadtgrenze zum CentrO weitergebaut werden und über die ÖPNV-Trasse Oberhausen, den Oberhausener Hauptbahnhof und den Sterkrader Bahnhof erreichen. Die Realisierung dieses regionalen Infrastrukturprojektes wurde am 8. März 2015 bei einem Ratsbürgerentscheid gekippt. Die Pläne sind jedoch im November 2015 in den ÖPNV-Bedarfsplan des Landes angemeldet worden. Außerdem ist das Infrastrukturprojekt im Nahverkehrsplan 2017 fortgeschrieben worden.

### Bus

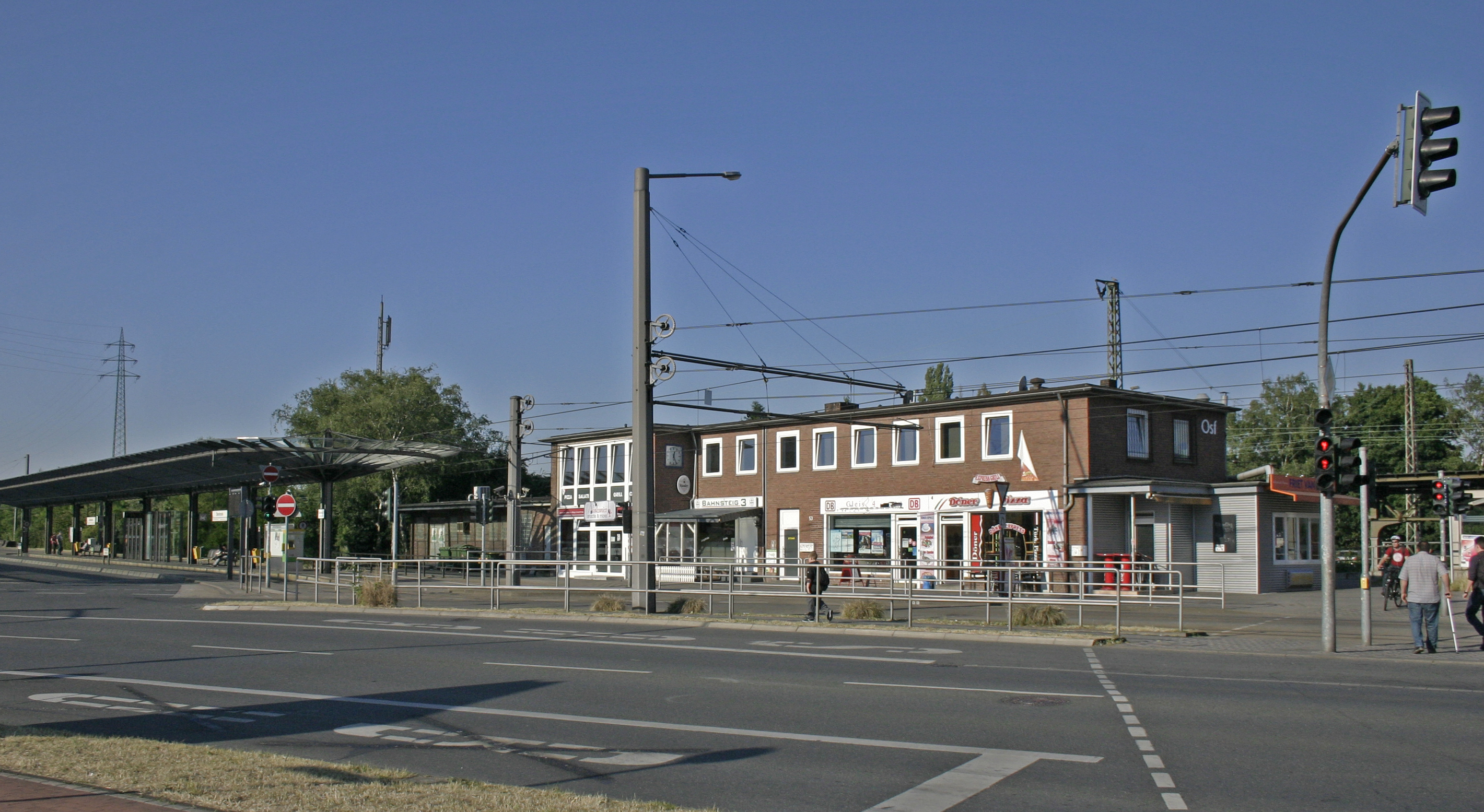
Busbahnhof und Straßenbahnhaltestelle am Sterkrader Bahnhof

#### Tagesverkehr
In Oberhausen verkehren tagsüber insgesamt 36 Buslinien, von denen die innerstädtischen von der STOAG betrieben werden. Die meisten dieser Buslinien sind jedoch städteübergreifend und werden dann oft im Gemeinschaftsverkehr mit den Nachbarbetrieben bedient. Das Busnetz besteht aus acht Schnellbuslinien und 28 Stadtbuslinien, wobei die Schnellbuslinien entgegen ihrem Namen oft auch, gerade in Alstaden, Erschließungsfunktionen wahrnehmen. Das rührt daher, dass das Oberhausener Schnellbusnetz aus den Linien besteht, welche die Stadtteile schnell über die ÖPNV-Trasse an Centro und Hauptbahnhof anbinden. Diese Regel bestätigen allerdings die drei Ausnahmen SB94, SB97 und 960. Die beiden Schnellbuslinien 94 und 97 verkehren nämlich von Sterkrade zum Hauptbahnhof nicht über die ÖPNV-Trasse, sondern geradlinig durch Schwarze Heide, Buschhausen und Lirich. Die Stadtbuslinie 960 wiederum fährt zwischen Sterkrade und Hauptbahnhof komplett über die ÖPNV-Trasse.
Alle Schnell- und Stadtbuslinien mit Ausnahme der Linien 26, 125, 905/906, 907 und 918, welche als Verbindungen von Nachbarbetrieben Oberhausen nur in Randbereichen berühren, bedienen mindestens einen der drei Knoten Sterkade Bahnhof, Neue Mitte und Hauptbahnhof. Dabei ist Sterkrade Bahnhof der größte Verknüpfungspunkt und wird von den meisten Buslinien angesteuert.
| Linie   | Verlauf | Takt (Mo–Fr) | Betreiber         |
| ------- | --- | --- | ----------------- |
| X42     | Oberhausen Hbf – Neue Mitte Oberhausen – OB-Sterkrade Bf – OB-Elpenbachstraße – Bottrop-Fuhlenbrock – Bottrop-Grafenwald Schneiderstraße – Kirchhellen Schulze-Delitzsch-Straße \| – Dorsten ZOB \| – Feldhausen Bf – Movie Park Linie verkehrt zwischen Sterkrade Bf und Oberhausen Hbf über die ÖPNV-Trasse Oberhausen                           | 30 min (Oberhausen Hbf - BOT-Kirchhellen) 60 min (BOT-Kirchhellen – Dorsten) 60 min (BOT-Kirchhellen – Movie Park) | Vestische / STOAG |
| SB90    | Holten Markt – OB-Holten Bf – Schmachtendorf Heinrich-Böll-Gesamtschule – Alsfeld Jägerstr. – Ludwigshütte – OB-Sterkrade Bf – OLGA-Park – Neue Mitte Oberhausen – Oberhausen Hbf – Alstaden – Ruhrpark – Mülheim-Styrum Linie verkehrt zwischen Sterkrade Bf und Oberhausen Hbf über die ÖPNV-Trasse Oberhausen                                   | 20 min | STOAG             |
| SB91    | Bero-Zentrum – Oberhausen Hbf – Neue Mitte Oberhausen – OB-Osterfeld Süd Bf – Bottrop ZOB Berliner Platz – Bottrop-Eigen Markt – Gladbeck-Ellinghorst – Gladbeck Goetheplatz – Gladbeck-Ost Bf – Gelsenkirchen-Buer, Königswiese – Gelsenkirchen-Buer Rathaus Linie verkehrt zwischen OLGA-Park und Oberhausen Hbf über die ÖPNV-Trasse Oberhausen | 10 min (Bero-Zentrum–Bottrop ZOB) 20 min (Bottrop ZOB–Buer)                                                        | Vestische / STOAG |
| SB92    | KönigshardtFalkestr. – Tackenberg – Klosterhardt – Rothebusch – Osterfeld Mitte – OLGA-Park – Neue Mitte Oberhausen – Oberhausen Hbf – Styrum – Alstaden – Fröbelplatz Linie verkehrt zwischen OLGA-Park und Oberhausen Hbf über die ÖPNV-Trasse Oberhausen                                                                                        | 20 min | STOAG             |
| SB93    | Tackenberg – Klosterhardt – Rothebusch – Osterfeld Mitte – OLGA-Park – Neue Mitte Oberhausen – Bismarckstraße – Oberhausen Hbf – Bero-Zentrum Süd – DU-Obermeiderich Bf – Alstaden Fröbelplatz Linie verkehrt zwischen OLGA-Park und Lipperfeld über die ÖPNV-Trasse Oberhausen                                                                    | 20 min | STOAG             |
| SB94    | Essen-Frintrop Unterstraße (Anschluss an Straßenbahnlinie 105) – Stadtgrenze Essen – Marienburgstraße – Rathaus – Oberhausen Hbf – Bero-Zentrum – Lirich – Buschhausen Mitte – OB-Sterkrade Bf – Osterfeld Mitte – OB-Osterfeld Süd Bf – Marina/Sea-Life                                                                                           | 20 min | STOAG             |
| SB97    | OB-Sterkrade Bf – Buschhausen Mitte – Lirich – Bero-Zentrum – Oberhausen Hbf – Anne-Frank-Realschule (verkehrt nicht während der Sommerferien) | 20 min | STOAG             |
| SB98    | Königshardt Falkestr. – Walsumermark – Schmachtendorf – Alsfeld Jägerstr. – Ludwigshütte – OB-Sterkrade Bf – OLGA-Park – Neue Mitte Oberhausen – Oberhausen Hbf – Bero-Zentrum – Rehmer – Alstaden Fröbelplatz Linie verkehrt zwischen Sterkrade Bf und Oberhausen Hbf über die ÖPNV-Trasse Oberhausen                                             | 20 min | STOAG             |
| 26      | Kaufmännische Schulen – Dinslaken Bf – Hiesfeld Kirche – Oberhausen-Barmingholten – Im Hardtfeld | einzelne Fahrten an Schultagen                                                                                     | NIAG              |
| 125     | Oberhausen-Wehrstraße – Dümpten – Sellerbeckstraße – Eppinghofen – Mülheim Hbf – Mülheim Stadtmitte – Schloß Broich – Broich – Speldorf (– Peterstraße) – Südhafen – Ruhrorter Straße | 15 (30) min | Ruhrbahn          |
| 136     | Oberhausen-Anne-Frank-Realschule – Oberhausen Hbf – Mülheim-Dümpten – Winkhausen – Heißen Kirche | 60 min | Ruhrbahn / STOAG  |
| 143     | Borbeck Bf – Borbeck Lindnerpl. – Essen-Gerschede – Bedingrade – Essen-Frintrop – Oberhausen-Bermensfeld – Knappenmarkt – Bismarckstraße – Rathaus – Oberhausen Hbf – DU-Obermeiderich Bf – Oberhausen-Alstaden Fröbelplatz | 20 min 10 min (HVZ)                                                                                                | STOAG / Ruhrbahn  |
| 185     | Borbeck Bf – Borbeck Fürstäbtissinstr. – Bedingrade – Essen-Gerschede – Dellwig – Essen-Dellwig Bf – Essen-Frintrop – Neue Mitte Oberhausen | 20 min | Ruhrbahn / STOAG  |
| 263     | OB-Sterkrade Bf – Klosterhardt – Rothebusch Nord – Fuhlenbrock Geibelstr. – Bottrop ZOB Berliner Platz – Batenbrock Prosperstr. – Bottrop-Welheim – Essen-Karnap, Boyer Straße | 20 min | Vestische         |
| 905/906 | Die Linie 905 verkehrt gegen und die Linie 906 im Uhrzeigersinn: Marxloh Pollmann – Fahrn Schwan – Alt-Walsum Friedhof – Overbruchstraße – Franz-Lenze-Platz – Walsum Rathaus – Duisburg-Wehofen – Oberhausen-Holten Markt – Duisburg-Wehofen – Marxloh Pollmann \|\| \|\| DVG                                                                     | |                   |
| 907     | OB-Holten Bf – Oberhausen-Holten Markt – Duisburg-Wehofen – Marxloh Pollmann – Hamborn – Beeck – Beeckerwerth Godesberger Straße \|\| \|\| DVG | |                   |
| 908     | OB-Sterkrade Bf – Buschhausen Mitte – Duisburg-Neumühl – Obermarxloh – Hamborn St.-Johannes-Hospital \|\| \|\| STOAG/DVG | |                   |
| 918     | Voerde Rathausplatz – Dinslaken Bf – Hiesfeld Kirche – Oberhausen-Barmingholten – OB-Holten Bf | 60 min | NIAG              |
| 935     | OB-Sterkrade Bf – Buschhausen Friesen-/Beerenstraße – Duisburg-Röttgersbach – Marxloh Pollmann – Hamborn – Duisburg-Neumühl – Buschhausen Westmarkstraße – Oberhausen-Lirich – Bero-Zentrum – Oberhausen Hbf – Anne-Frank-Realschule \|\| \|\| STOAG/DVG                                                                                           | |                   |
| 939     | Anne-Frank-Realschule – Oberhausen Hbf – Bero-Zentrum – Babcock Werk 1 – Obermeiderich Bf – Ruhrau – Werthacker – Schnabelhuck – Botanischer Garten – Neudorf – Duisburg Hbf Ost \|\| \|\| STOAG/DVG | |                   |
| 952     | Everslohstraße – Königshardt – Alsbachtal – Alsfeld Dragonerstr. – OB-Sterkrade Bf | 20 min | STOAG             |
| 953     | Bottrop-Fuhlenbrock Spechtstr. – Klosterhardt – Rothebusch – Osterfeld Mitte – OLGA-Park – Neue Mitte Oberhausen – Knappenmarkt – Bermensfeld – Dümpten – Schlad Wehrstr. Linie verkehrt zwischen OLGA-Park und Lipperfeld über die ÖPNV-Trasse Oberhausen                                                                                         | 60 min | STOAG             |
| 954     | Walsumermark Hirschkamp – Neuköln – Brink – Walsumermark Eichsfeldstr. – Schmachtendorf – Waldhuck – Barmingholten – OB-Holten Bf – Holten Markt – Biefang Dienststraße – Buschhausen Friesen-/Beerenstraße – OB-Sterkrade Bf | 30 min | STOAG             |
| 955     | Schmachtendorf Heinrich-Böll-Gesamtschule – OB-Holten Bf – Siedlung Dunkelschlag – Alsfeld – OB-Sterkrade Bf – Buschhausen Mitte – Lirich – Bero-Zentrum – Oberhausen Hbf – Anne-Frank-Realschule | 60 min | STOAG             |
| 956     | Biefang Goerdelerstraße – Schwarze Heide – OB-Sterkrade Bf – Siedlung Eisenheim Zweigstraße – Schloss Oberhausen – TZU – Ziesakplaza – Marienkirche – Rathaus – Oberhausen Hbf – Dümpterkamp – Schlad Wehrstr. | 30 min | STOAG             |
| 957     | (Graßhofstraße – Waldteich –) Kiebitzstraße – OB-Sterkrade Bf – Osterfeld Mitte – OB-Osterfeld Süd Bf – Burg Vondern – Borbeck – Neue Mitte Oberhausen – TZU – Ziesakplaza – Marienkirche – Theater/Ebertbad – Oberhausen Hbf – Bebelstraße – Babcock Werk 1 – Tulpenstraße                                                                        | 20/60 min (Graßhofstr.–Kiebitzstr.) 20 min (Kiebitzstr.–Tulpenstr.)                                                | STOAG             |
| 960     | OB-Holten Bf – Schmachtendorf – Walsumermark – Königshardt – Kirchhellener Straße – Alsfeld Dragonerstr. – OB-Sterkrade Bf – OLGA-Park – Neue Mitte Oberhausen – Oberhausen Hbf – Rathaus – Knappenmarkt – Schlad Wehrstr. Linie verkehrt zwischen Sterkrade Bf und Oberhausen Hbf über die ÖPNV-Trasse Oberhausen                                 | 20 min | STOAG             |
| 961     | Bottrop-FuhlenbrockSpechtstraße – Klosterhardt – St.-Antony-Hütte – Osterfeld Mitte – Aquapark – Neue Mitte Oberhausen – Mercure-Hotel – Bero-Zentrum – Oberhausen Hbf – Dümpterkamp – Schlad Wehrstr. | 60 min | STOAG             |
| 962     | Elektrobuslinie: Kleekamp – Königshardt – Alsfeld – OB-Sterkrade Bf | 60 min | STOAG             |
| 966     | Elektrobuslinie: OB-Sterkrade Bf – Zweigstraße – Schloss Oberhausen – TZU – Ziesakplaza – John-Lennon-Platz – Oberhausen Hbf | 60 min | STOAG             |
| 967     | Waldteich Im Lekkerland – Kiebitzstraße – OB-Sterkrade Bf | 30 min | STOAG             |
| 976     | Königshardt Falkestr. – Tackenberg – OB-Sterkrade Bf – Buschhausen Mitte – Stadtwerke – Oberhausen Hbf – Styrum Nohlstr. – Schladschule – Schlad Wehrstr. – Mülheim-Dümpten Heifeskamp | 20 min | STOAG             |
| 979     | Elektrobuslinie: OB-Sterkrade Bf – Tackenberg – Bottrop-Fuhlenbrock – Bottrop ZOB Berliner Platz | 20 min | Vestische / STOAG |
| 995     | Duisburg-Marxloh Pollmann – Obermarxloh – Duisburg-Neumühl – Buschhausen Westmarkstraße – Lirich – Bero-Zentrum – Oberhausen Hbf – Anne-Frank-Realschule \|\| \|\| BVR | |                   |

#### Nachtverkehr
Auch nachts ist man in Oberhausen mit dem NE-Netz der STOAG mobil. Dieses erreicht in Oberhausen alle Stadtteile. Die Linien NE1 und NE2 bedienen dabei als einzige Linien die ÖPNV-Trasse auf ganzer Länge von Sterkrade bis zum Hauptbahnhof. Jedoch verkehren auch weitere Linien über die ÖPNV-Trasse. Größter Knotenpunkt des Nachtnetzes ist der Sterkrader Bahnhof, wo sich fast alle NE-Linien treffen. Lediglich die NE-Linien 11 und 21 steuern den Sterkrader Bahnhof nicht an. Zur Minute 42 nehmen dort alle NE-Linien mit Ausnahme der Linien NE2, NE5 und NE10 an der Oberhausener Sternfahrt teil. Der NE2 nimmt an der Sternfahrt nicht teil, sondern verkehrt 30 Minuten zu dieser zeitversetzt, damit er zusammen mit dem NE1 einen Halbstundentakt auf der ÖPNV-Trasse Oberhausen anbieten kann. Der NE5 ist auf die Züge am Hauptbahnhof abgestimmt, welche bei einer Teilnahme an der Sternfahrt in Sterkrade nur mit sehr langen Wartezeiten erreicht werden könnten. Der NE10 nimmt an der Mülheimer Sternfahrt teil und kann daher nicht in die Oberhausener Sternfahrt mit eingebunden werden.
Die NE-Linien 1–9 verkehren komplett innerhalb Oberhausens und alle NE-Linien mit Nummern ab 10 sind städteübergreifend.
| Linie | Verlauf | Takt   | Betreiber         |
| ----- | --- | ------ | ----------------- |
| NE1   | NachtExpress: Walsumermark Hirschkamp – Neuköln – Brink – Walsumermark Eichsfeldstr. – Schmachtendorf – Alsfeld – Ludwigshütte – OB-Sterkrade Bf – OLGA-Park – Neue Mitte Oberhausen – Oberhausen Hbf – Rehmer – Alstaden Fröbelplatz Linie verkehrt zwischen Sterkrade Bf und Oberhausen Hbf über die ÖPNV-Trasse Oberhausen | 60 min | STOAG             |
| NE2   | NachtExpress: Schmachtendorf Heinrich-Böll-Gesamtschule – Walsumermark – KönigshardtFalkestr. – Alsbachtal – OB-Sterkrade Bf – OLGA-Park – Neue Mitte Oberhausen – Oberhausen Hbf – Dümpterkamp – Schlad Wehrstr. – Dümpten Linie verkehrt zwischen Sterkrade Bf und Oberhausen Hbf über die ÖPNV-Trasse Oberhausen           | 60 min | STOAG             |
| NE3   | NachtExpress: OB-Sterkrade Bf – Osterfeld Mitte – OB-Osterfeld Süd Bf – Borbeck – Marienburgstraße – Oberhausen Hbf – Bebelstraße – Duisburg-Obermeiderich Bf – Alstaden Fröbelplatz | 60 min | STOAG             |
| NE4   | NachtExpress: OB-Sterkrade Bf – Biefangstraße – Holten Markt – OB-Holten Bf – Barmingholten → Waldhuck → Schmachtendorf Heinrich-Böll-Gesamtschule | 60 min | STOAG             |
| NE5   | NachtExpress: OB-Sterkrade Bf – Buschhausen Mitte – Stadtwerke – Lirich – Bero-Zentrum – Oberhausen Hbf | 60 min | STOAG             |
| NE6   | NachtExpress: OB-Sterkrade Bf – Tackenberg – Rothebusch – Osterfeld Mitte – Neue Mitte Oberhausen – Oberhausen Hbf – Akazienstraße – Alstaden Ruhrpark Linie verkehrt zwischen OLGA-Park und Oberhausen Hbf über die ÖPNV-Trasse Oberhausen                                                                                   | 60 min | STOAG             |
| NE7   | NachtExpress: OB-Sterkrade Bf – Klosterhardt – Tackenberg – KönigshardtFalkestr. – Walsumermark – Schmachtendorf Heinrich-Böll-Gesamtschule | 60 min | STOAG             |
| NE10  | OB-Sterkrade Bf – Schloss Oberhausen – Neue Mitte Oberhausen – Knappenmarkt – Oberhausen-Wehrstraße – Mülheim-Dümpten – Mülheim Hbf Nordeingang(←)/Dieter-aus-dem-Siepen-Platz(→) – Mülheim Stadtmitte – Schloß Broich – Broich – Saarn Alte Straße → Saarner Kuppe – Oemberg ← Saarn Lindenhof                               | 60 min | Ruhrbahn / STOAG  |
| NE11  | Essen Hbf – Rathaus Essen – Berliner Platz – Helenenstraße – Borbeck Süd Bf – Abzweig Aktienstraße – Bedingrade – Frintrop Unterstraße – Oberhausen-Neue Mitte Oberhausen – Ziesakplaza – Theater/Ebertbad – Oberhausen Hbf                                                                                                   | 60 min | Ruhrbahn / STOAG  |
| NE12  | OB-Sterkrade Bf – OLGA-Park – Neue Mitte Oberhausen – Oberhausen Hbf – Landwehr – Mülheim-Styrum – Mülheim-West → Eppinghofen → Dieter-aus-dem-Siepen-Platz → Mülheim Kaiserplatz – Friedrich-Ebert-Straße ← MH-Stadtmitte Linie verkehrt zwischen Sterkrade und Oberhausen Hauptbahnhof über die ÖPNV-Trasse Oberhausen.     | 60 min | STOAG / Ruhrbahn  |
| NE21  | NachtExpress: Oberhausen Hbf – Neue Mitte Oberhausen – OB-Osterfeld Süd Bf – Bottrop ZOB Berliner Platz Linie verkehrt zwischen OLGA-Park und Oberhausen Hbf über die ÖPNV-Trasse Oberhausen | 60 min | Vestische / STOAG |

## Eisenbahnverkehr

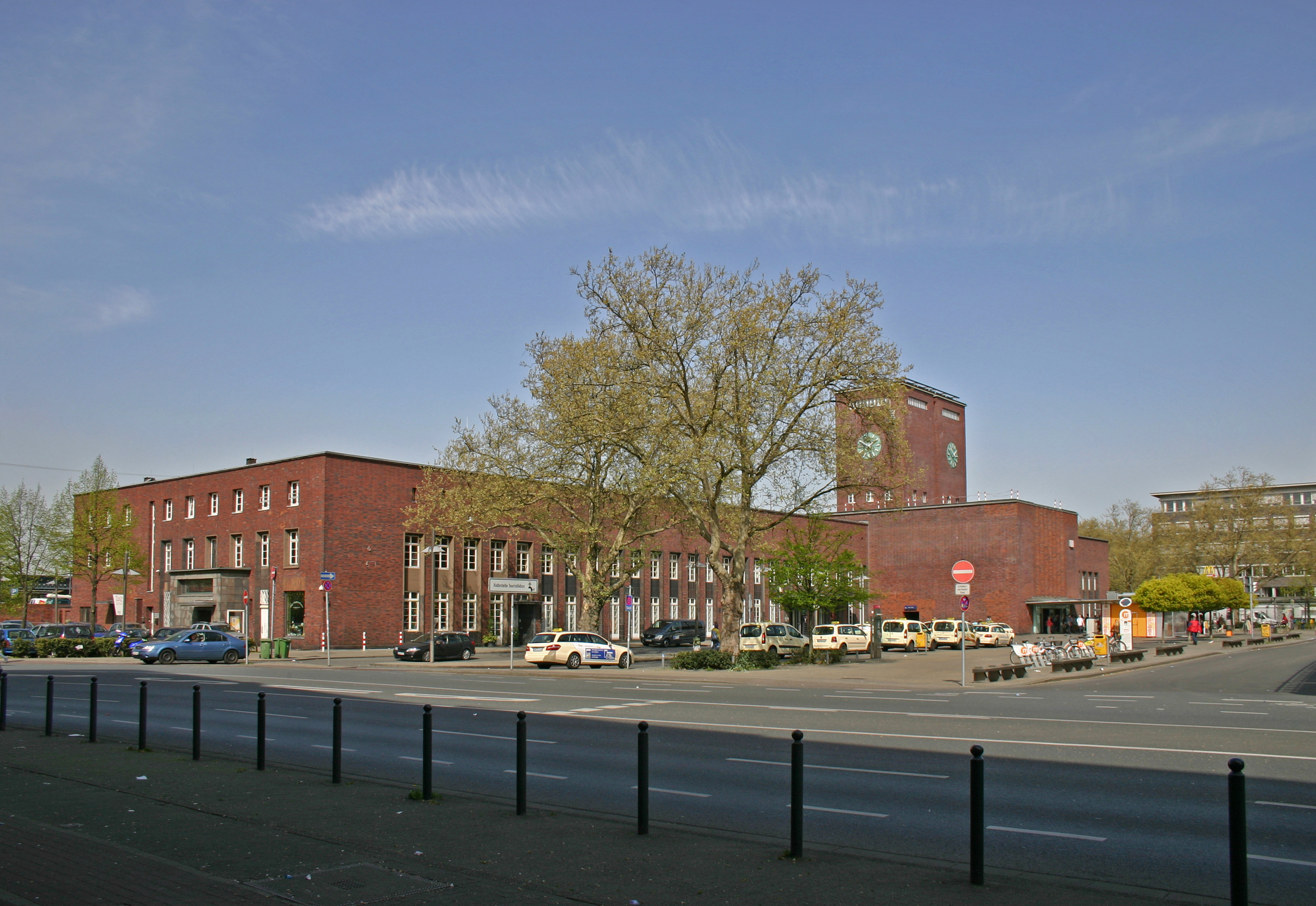
Empfangsgebäude von Hauptbahnhof

Der wichtigste Eisenbahnknotenpunkt ist der Hauptbahnhof, wo sich viele Eisenbahnstrecken kreuzen: Duisburg–Dortmund, Oberhausen–Arnhem, Oberhausen–Duisburg-Ruhrort und Oberhausen–Mülheim-Styrum.
Dadurch ergibt sich in Oberhausen ein dichtes Netz aus Regionalbahnen und S-Bahnen, wobei die S-Bahnen in Oberhausen nur den Hauptbahnhof bedienen, jedoch keine andere Station. Darüber hinaus ist Oberhausen Hauptbahnhof auch ein Fernbahnknotenpunkt und letzter Halt in Nordrhein-Westfalen für Fernzüge in die Niederlande.
Der zweitwichtigste Eisenbahnhalt in Oberhausen ist der Bahnhof Oberhausen-Sterkrade. Er liegt zwar nur an einer Eisenbahnstrecke, jedoch ist der zum Bahnhof gehörende Busbahnhof der größte Nahverkehrsknotenpunkt in Oberhausen, sodass er selbst ebenfalls einen großen Verkehrsknotenpunkt darstellt.
Neben Oberhausen Hauptbahnhof und Oberhausen-Sterkrade gibt es in Oberhausen noch zwei weitere Eisenbahnstationen mit Personenverkehr. Diese sind Oberhausen-Osterfeld Süd  und Oberhausen-Holten. Der Haltepunkt Duisburg-Obermeiderich liegt zudem direkt auf der Stadtgrenze zwischen Oberhausen-Alstaden und Duisburg-Obermeiderich.
Die Bahnstrecke Essen-Dellwig Ost–Bottrop verläuft als Verbindung des Bottroper Hauptbahnhofs und des Bahnhofs Essen-Dellwig Ost ein kurzes Stück über Oberhausener Stadtgebiet im Stadtteil Borbeck. Allerdings passieren die drei Nahverkehrszüge RE14, RB45 und S9 auf ihrem Weg zwischen Bottrop Hbf und Essen-Dellwig Ost das Oberhausener Stadtgebiet ohne Halt dort.
Folgende Züge bedienen die Stationen in Oberhausen, die Fernzüge nur den Hauptbahnhof:

### Fernverkehr
| Linie  | Bezeichnung     | Linienweg | Betreiber      |
| ------ | --------------- | --- | -------------- |
| ICE 78 | „International“ | Amsterdam – Oberhausen – Duisburg – Düsseldorf – Köln – Frankfurt Flughafen – Frankfurt (– Mannheim – Offenburg – Basel)                                                                      | DB Fernverkehr |
| IC 32  | „Wörthersee“    | Münster (Westf) – Oberhausen – Duisburg – Düsseldorf – Köln – Koblenz – Mannheim – Stuttgart – München – Salzburg – Villach – Klagenfurt                                                      | DB Fernverkehr |
| IC 35  |                 | Norddeich Mole – Münster (Westf) – Recklinghausen – Wanne-Eickel – Oberhausen – Duisburg – Düsseldorf – Köln – Koblenz – Luxemburg                                                            | DB Fernverkehr |
| IC 35  | „Bodensee“      | (Emden – Leer (Ostfriesl) – Münster (Westf) –) Dortmund – Oberhausen – Duisburg – Düsseldorf – Köln – Koblenz – Mannheim – Offenburg – Konstanz (ztw. Mannheim – Vaihingen (Enz) – Stuttgart) | DB Fernverkehr |
| D      |                 | Dortmund – Gelsenkirchen – Oberhausen – Duisburg – Düsseldorf – Köln – Bonn – Koblenz – Trier (ztw. ab Koblenz nach Eltville/Rüdesheim/Frankfurt-Höchst)                                      | DB Fernverkehr |

Siehe auch: Liste der Intercity-Express-Linien, Liste der Intercity-Linien (Deutschland)

### Regionalverkehr
| Linie      | Linienweg | Takt                                                   | Betreiber       |
| ---------- | --- | ------------------------------------------------------ | --------------- |
| RE 3       | Rhein-Emscher-Express: Düsseldorf Hbf – Düsseldorf Flughafen – Duisburg Hbf – Oberhausen Hbf – Essen-Altenessen – Gelsenkirchen Hbf – Wanne-Eickel Hbf – Herne – Castrop-Rauxel Hbf – Dortmund-Mengede – Dortmund Hbf – Dortmund-Scharnhorst – Dortmund-Kurl – Kamen-Methler – Kamen – Bönen-Nordbögge – Hamm (Westf) Hbf Stand: Fahrplanwechsel Dezember 2023 | 60 min                                                 | eurobahn        |
| RE 5 (RRX) | Rhein-Express: Wesel – Friedrichsfeld (Niederrhein) (zweistdl.) – Voerde (Niederrhein) – Dinslaken – Oberhausen-Holten (zweistdl.) – Oberhausen-Sterkrade – Oberhausen Hbf – Duisburg Hbf – Düsseldorf Flughafen – Düsseldorf Hbf – Düsseldorf-Benrath – Leverkusen Mitte – Köln-Mülheim – Köln Messe/Deutz – Köln Hbf – Köln Süd – Brühl – Bonn Hbf – Bonn UN Campus – Bonn-Bad Godesberg – Oberwinter – Remagen – Sinzig (Rhein) – Bad Breisig – Andernach – Koblenz Stadtmitte – Koblenz Hbf Stand: Fahrplanwechsel Dezember 2023        | 60 min                                                 | NationalExpress |
| RE 19      | Rhein-IJssel-Express: Zugteil 1: Arnhem Centraal – Zevenaar – Emmerich-Elten – Emmerich – Praest – Millingen (b Rees) – Empel-Rees – Haldern (Rheinl) – Mehrhoog – Wesel Feldmark – Wesel Zugteil 2: Bocholt – Hamminkeln-Dingden – Hamminkeln – Wesel-Blumenkamp – Wesel Flügelung bzw. Wiedervereinigung: Wesel – Friedrichsfeld (Niederrhein) – Voerde (Niederrhein) – Dinslaken – Oberhausen-Holten – Oberhausen-Sterkrade – Oberhausen Hbf – Duisburg Hbf – Düsseldorf Flughafen – Düsseldorf Hbf Stand: Fahrplanwechsel Dezember 2021 | 60 min                                                 | VIAS            |
| RE 44      | Fossa-Emscher-Express: (Moers – Rheinhausen –) (nur wochentags) Duisburg Hbf – Oberhausen Hbf – Oberhausen-Osterfeld Süd – Bottrop-Vonderort – Bottrop Hbf verkehrt bis auf Weiteres nicht, zwischen Bottrop und Oberhausen Ersatzverkehr mit Bussen Stand: Fahrplanwechsel Dezember 2024 | 60 min                                                 | RheinRuhrBahn   |
| RE 49      | Wupper-Lippe-Express: Wesel – Friedrichsfeld (Niederrhein) – Voerde (Niederrhein) – Dinslaken – Oberhausen-Holten – Oberhausen-Sterkrade – Oberhausen Hbf – Mülheim (Ruhr)-Styrum – Mülheim (Ruhr) Hbf – Essen West – Essen Hbf – Essen-Steele – Essen-Kupferdreh – Velbert-Langenberg – Velbert-Neviges – Wuppertal-Vohwinkel – Wuppertal Hbf Stand: Fahrplanwechsel Dezember 2021 | 60 min (wochentags)                                    | DB Regio        |
| RB 32      | Rhein-Emscher-Bahn: Duisburg Hbf – Oberhausen Hbf – Essen-Dellwig – Essen-Bergeborbeck – Essen-Altenessen – Essen Zollverein Nord – Gelsenkirchen Hbf – Wanne-Eickel Hbf – Herne – Castrop-Rauxel Hbf – Dortmund-Mengede – Dortmund Hbf Stand: Fahrplanwechsel Dezember 2021 | 60 min                                                 | DB Regio        |
| RB 35      | Emscher-Niederrhein-Bahn: Gelsenkirchen Hbf – Essen Zollverein Nord – Essen-Altenessen – Essen-Bergeborbeck – Essen-Dellwig – Oberhausen Hbf – Duisburg Hbf – Duisburg-Hochfeld Süd – Rheinhausen Ost – Rheinhausen – Krefeld-Hohenbudberg Chempark – Krefeld-Uerdingen – Krefeld-Linn – Krefeld-Oppum – Krefeld Hbf – Forsthaus – Anrath – Viersen – Mönchengladbach Hbf Stand: Fahrplanwechsel Dezember 2021 | 60 min                                                 | Vias Rail       |
| RB 36      | Ruhrort-Bahn: Oberhausen Hbf – Duisburg-Obermeiderich – Duisburg-Meiderich Ost – Duisburg-Meiderich Süd – Duisburg-Ruhrort Stand: Fahrplanwechsel Dezember 2021 | 30 min (wochentags) 60 min (Wochenenden und Feiertage) | NordWestBahn    |

### S-Bahn Rhein-Ruhr
| Linie | Verlauf | Takt   | Betreiber |
| ----- | --- | ------ | --------- |
| S 3   | Oberhausen Hbf – MH-Styrum – Mülheim (Ruhr) West – Mülheim (Ruhr) Hbf – E-Frohnhausen – Essen West – Essen Hbf – E-Steele – E-Steele Ost – E-Horst – BO-Dahlhausen – Hattingen (Ruhr) – Hattingen (Ruhr) Mitte Stand: Fahrplanwechsel Dezember 2023 | 30 min | DB Regio  |

## Zukunft des Nahverkehrs
Für den aktuellen Nahverkehrsplan wurden die verschiedensten Maßnahmenvorschläge gesammelt. Am 13. Februar 2017 wurde dieser verabschiedet. Ziele des neuen NVPs sind unter anderem:
- Verlängerung der Straßenbahnlinie 105 von der Stadtgrenze Essen/Oberhausen nach Oberhausen

| Linie | Verlauf |
| ----- | --- |
| 105   | Naturlinie 105: OB-Sterkrade Bf – \|Oberhausen Hbf – Neue Mitte Oberhausen – \| Marina/Sealife – Essen-Frintrop – Bedingrade – Abzweig Aktienstraße – Borbeck Süd Bf – Helenenstraße – U Berliner Platz – U Rheinischer Platz – U Rathaus Essen – U Essen Hbf – Essen Süd – Bergerhausen – Rellinghausen Finefraustraße Der Oberhausener Abschnitt sollte ursprünglich im Jahr 2018 in Betrieb genommen werden, was durch einen Ratsbürgerentscheid am 8. März 2015 verhindert wurde.[4][5] |
- Verlängerung der Straßenbahnlinie 112 von Sterkrade nach Schmachtendorf
- Verlängerung der Schnellbuslinie 90 von Alstaden zum Bahnhof Styrum.
- Verlängerung der Schnellbuslinie 94 von Essen-Unterstraße zum Bahnhof Essen-Dellwig, ebenso Führung der Buslinie 957 aus Oberhausen-Borbeck zum Bahnhof Essen-Dellwig

## Historie des Nahverkehrs in Oberhausen
Im Internet Archive unter der alten Domain strab-ob.de findet man noch kleine Fotos vom ÖPNV aus dem Zeitraum Anfang des Jahrtausends in manchen Ruhrgebietsstädten.

Ansonsten findet man Informationen zum Fuhrpark und Strecken der STOAG Stadtwerke Oberhausen.